# NGC 7138
NGC 7138 (другие обозначения — PGC 67406, UGC 11817, MCG 2-55-14, ZWG 427.25, KARA 932) — спиральная галактика с перемычкой (SBa) в созвездии Пегас.
Этот объект входит в число перечисленных в оригинальной редакции «Нового общего каталога».